# International Cities of Refuge Network
International Cities of Refuge Network (ICORN) er en international organisation, med hovedsæde i den norske by Stavanger, der sørger for, at forfattere, der af politiske årsager har problemer med myndighederne i deres hjemlande, kan få to års ophold i en by, der er tilmeldt ordningen - en såkaldt friby. I denne periode sørger værtsbyen for, at forfatteren kan udføre sit arbejde i såvel politisk som økonomisk sikkerhed. Hver værtsby har kun én forfatter ad gangen. Organisationen giver således disse forfattere en ytringsfrihed de ikke har i deres hjemlande.
Organisationen har eksisteret som netværk siden 2006 og som organisation med stiftende generalforsamling i 2009. Norge har dog haft en fribyordning siden årtusindeskiftet, mens den første danske friby kom i 2010, to år efter, at det ved lov blev vedtaget, at danske kommuner kunne tilbyde husly til disse forfattere, hvor de skal stille en bolig til rådighed, samt give dem adgang til økonomisk hjælp, sundhedsydelser, biblioteker og sprogundervisning. I Danmark er Aarhus Kommune, Frederiksberg Kommune, Odense Kommune, Fanø Kommune og senere Københavns Kommune værtsbyer for en forfatter. I de norske byer Stavanger, Trondhjem, Kristiansstad og Oslo har der været forfattere fra Zimbabwe, Yemen, Tjetjenien og Iran.

## Værtsbyer
Følgende byer eller områder er nuværende eller kommende værtsbyer.
| Danmark - København - Aarhus | Italien - Chiusi - Toscana | Norge - Bergen - Bø - Drøbak - Haugesund - Kristiansand - Lillehammer - Molde - Oslo - Skien - Stavanger - Tromsø - Trondheim | Sverige - Dalarne - Göteborg - Jönköpings län - Malmö - Sigtuna - Skellefteå - Skåne - Stockholm - Uppsala - Västra Götalands län - Växjö | Spanien - Barcelona - Girona | Tyskland - Frankfurt am Main - Hannover | Andre - Amsterdam, Holland - Bruxelles, Belgien - Krakow, Polen - Ljubljana, Slovenien - Mexico City, Mexico - Norwich, Storbritannien - Paris, Frankrig - Reykjavik, Island |